# ذرع شرعی
ذرع شرعی را معادل ۲ وجب می‌دانستند و با احتساب اینکه هر وجب بیست و دو و نیم سانتیمتر هست، به عدد ۴۵ سانتیمتر به ازای هر ذرع شرعی می‌رسیم. البته ذرع قدیمی‌تری نیز در ایران بوده است که به گفته نجم الدوله در کتاب کفایت الحساب، معادل ۴۵ سانتیمتر محاسبه شده است و در اصطلاح به آن ذرع شرعی می‌گویند. در بخش مقیاسهای کتاب الاصفهان نوشته میر سید علی جناب، واحد دیگری به نام ذراع گفته شده که آن را معادل دو قدم دانسته‌اند؛ و در همین بخش از کتاب مذکور یادآوری شده است که قدیمی‌ترین ذرع یا ارش مربوط به ایران باستان بوده است. جهانگردان فرانسوی گفته‌اند سنگ مرمر سیاهی از خرابه‌های تخت جمشید پیدا شده است که نام داریوش پسر هیستاسب بر آن حک شده است و براساس آن ارش یا ذرع باستانی ایران معادل پنجاه و چهار ممیز نیم سانتیمتر بوده است و هر قدم نیز معادل ۳۲ سانتیمتر بوده است .